# Carlo Filiberto I d'Este
Carlo Filiberto I d'Este (San Martino in Rio, 1571 – Milano, 26 maggio 1652) figlio di Filippo I d'Este e di Maria di Savoia. Principe del Sacro Romano Impero. Principe di Ferrara, Modena e Reggio dal 1594. 2º Marchese di San Martino in Rio, 3º Marchese di Borgomanero e Porlezza, 1º Marchese di Santa Cristina, 4º Conte di Corteolona, Signore di Campogalliano e Castellarano.

## Biografia
Nacque nel 1571 da Filippo I d'Este e da Maria di Savoia, figlia legittimata del Duca di Savoia Emanuele Filiberto, che questi aveva avuto da Laura Cravola.
Nel 1592, due mesi prima di ereditare il feudo alla morte del padre, Carlo Filiberto era stato nominato capo della Nobiltà al seguito del Duca di Savoia, quando questi era in guerra; nel 1593 sistemate le prime incombenze del feudo, ritornò in Piemonte, lasciando a San Martino i fratelli Sigismondo ed Alfonso.
Nel 1602 fu insignito del titolo di Cavaliere dell’Ordine Supremo della Santissima Annunziata.
Nel giugno del 1603, insieme a Giovanni Botero e al Conte di Masino, accompagnò in Spagna i tre figli maggiori del Duca di Savoia, Carlo Emanuele I. Al rientro dal viaggio in Spagna, a seguito della rottura dei rapporti tra le corti di Torino e Madrid, Carlo Filiberto I d'Este opterà per la fedeltà alla Casa d'Asburgo, mentre suo fratello Sigismondo resterà fedele a Casa Savoia.
Nel 1616 Carlo Filiberto restituì il Collare dell'Ordine Supremo della Santissima Annunziata.
Nel 1618 Carlo Filiberto pubblicò le Costituzioni per i territori di San Martino in Rio, Campogalliano e Castellarano.
Sposò Luisa de Cardenas e rimasto vedovo si risposò con Livia de Marini Castagna. Non ebbe discendenza.
Morì a Milano il 26 maggio 1652 e venne trasportato in solenne pompa e deposto nella tomba di Famiglia, presso l'altare del SS. Sacramento dentro la collegiata di San Martino in Rio.
Carlo Filiberto lascerà erede del Marchesato di San Martino, Filippo II Francesco d'Este, figlio primogenito del fratello Sigismondo. La successione invece del Marchesato di Borgomanero e Porlezza fu alquanto complicata e vide dapprima la trasmissione del feudo di Porlezza, il 5 aprile del 1652, in via di deposito al nipote Carlo Emanuele d'Este, secondogenito del fratello; questi infine per ottenere il 20 dicembre 1653 la formale investitura per Borgomanero, Porlezza e Belgioioso dovrà rinunciare ad ogni pretesa sul feudo piemontese di Lanzo.

## Ascendenza
|                                                      |                                    |                                           | Genitori                                      |  |  | Nonni |  |  | Bisnonni                                 |  |  | Trisnonni                                     |  |
|                                                      |                                    |                                           |                                               |  |  |       |  |  | Ercole d'Este, II signore di San Martino |  |  | Sigismondo I d'Este, I signore di San Martino |  |
|                                                      |                                    |                                           |                                               |  |  |       |  |  | Ercole d'Este, II signore di San Martino |  |  | Sigismondo I d'Este, I signore di San Martino |  |
|                                                      |                                    | Cecilia Rachesi                           |                                               |  |  |       |  |  | Ercole d'Este, II signore di San Martino |  |  |                                               |  |
| Sigismondo II d'Este, III signore di San Martino     |                                    |                                           |                                               |  |  |       |  |  | Ercole d'Este, II signore di San Martino |  |  |                                               |  |
|                                                      |                                    | Angela Sforza                             | Carlo Sforza, conte di Magenta                |  |  |       |  |  |                                          |  |  |                                               |  |
|                                                      |                                    | Angela Sforza                             | Carlo Sforza, conte di Magenta                |  |  |       |  |  |                                          |  |  |                                               |  |
|                                                      |                                    | Angela Sforza                             | Bianca Simonetta                              |  |  |       |  |  |                                          |  |  |                                               |  |
| Filippo I d'Este, I marchese di San Martino          |                                    | Angela Sforza                             |                                               |  |  |       |  |  |                                          |  |  |                                               |  |
|                                                      |                                    | Paolo Camillo Trivulzio, I duca di Boiano | Giovanni Trivulzio, consignore di Borgomanero |  |  |       |  |  |                                          |  |  |                                               |  |
|                                                      |                                    | Paolo Camillo Trivulzio, I duca di Boiano | Giovanni Trivulzio, consignore di Borgomanero |  |  |       |  |  |                                          |  |  |                                               |  |
|                                                      |                                    | Paolo Camillo Trivulzio, I duca di Boiano | Angiola Martinengo                            |  |  |       |  |  |                                          |  |  |                                               |  |
| Giustina Trivulzio                                   |                                    | Paolo Camillo Trivulzio, I duca di Boiano |                                               |  |  |       |  |  |                                          |  |  |                                               |  |
|                                                      |                                    | Barbara Stanga                            | Marchesino Stanga, marchese di Castelnuovo    |  |  |       |  |  |                                          |  |  |                                               |  |
|                                                      |                                    | Barbara Stanga                            | Marchesino Stanga, marchese di Castelnuovo    |  |  |       |  |  |                                          |  |  |                                               |  |
|                                                      |                                    | Barbara Stanga                            | Giustina Borromeo                             |  |  |       |  |  |                                          |  |  |                                               |  |
| Carlo Filiberto I d'Este, II marchese di San Martino |                                    | Barbara Stanga                            |                                               |  |  |       |  |  |                                          |  |  |                                               |  |
|                                                      | Carlo II di Savoia, duca di Savoia | Filippo II di Savoia, duca di Savoia      |                                               |  |  |       |  |  |                                          |  |  |                                               |  |
|                                                      | Carlo II di Savoia, duca di Savoia | Filippo II di Savoia, duca di Savoia      |                                               |  |  |       |  |  |                                          |  |  |                                               |  |
|                                                      | Carlo II di Savoia, duca di Savoia | Claudina di Brosse                        |                                               |  |  |       |  |  |                                          |  |  |                                               |  |
| Emanuele Filiberto di Savoia, duca di Savoia         | Carlo II di Savoia, duca di Savoia |                                           |                                               |  |  |       |  |  |                                          |  |  |                                               |  |
|                                                      |                                    | Beatrice di Portogallo                    | Manuele I del Portogallo                      |  |  |       |  |  |                                          |  |  |                                               |  |
|                                                      |                                    | Beatrice di Portogallo                    | Manuele I del Portogallo                      |  |  |       |  |  |                                          |  |  |                                               |  |
|                                                      |                                    | Beatrice di Portogallo                    | Maria d'Aragona e Castiglia                   |  |  |       |  |  |                                          |  |  |                                               |  |
| Maria di Savoia                                      |                                    | Beatrice di Portogallo                    |                                               |  |  |       |  |  |                                          |  |  |                                               |  |
|                                                      |                                    | …                                         | …                                             |  |  |       |  |  |                                          |  |  |                                               |  |
|                                                      |                                    | …                                         | …                                             |  |  |       |  |  |                                          |  |  |                                               |  |
|                                                      |                                    | …                                         | …                                             |  |  |       |  |  |                                          |  |  |                                               |  |
| Laura Crevola                                        |                                    | …                                         |                                               |  |  |       |  |  |                                          |  |  |                                               |  |
|                                                      |                                    | …                                         | …                                             |  |  |       |  |  |                                          |  |  |                                               |  |
|                                                      |                                    | …                                         | …                                             |  |  |       |  |  |                                          |  |  |                                               |  |
|                                                      |                                    | …                                         | …                                             |  |  |       |  |  |                                          |  |  |                                               |  |
|                                                      |                                    | …                                         |                                               |  |  |       |  |  |                                          |  |  |                                               |  |